# Solo
«SOLO» — дебютний сингл південнокорейської співачки Дженні Кім, випущений 12 листопада 2018 року лейблом YG Entertainment і Interscope. Вперше свій дебютний сингл вона представила 11 листопада на концерті групи в Сеулі. Кліп на пісню був знятий у Великій Британії режисером Хан Са Міном. Відеокліп за першу добу набрав більше 14 мільйонів переглядів, що стало рекордом серед південнокорейських співачок. 15 листопада на офіційному YouTube каналі Blackpink було випущене хореографічне відео для «Solo». 29 лютого 2024 Solo набрав 1млрд. переглядів, що зробило Jennie першою артисткою в історії кпоп, яка змогла подолати такий рубіж. 

## Чарти
| Чарт (2018–23)                          | Найвища позиція |
| --------------------------------------- | --------------- |
| Канада (Canadian Hot 100)               | 67              |
| Угорщина (Single Top 40)                | 31              |
| Японія (Japan Hot 100)                  | 22              |
| Malaysia (RIM)                          | 2               |
| New Zealand Hot Singles (RMNZ)          | 13              |
| Шотландія (Official Charts Company)     | 80              |
| Singapore (RIAS)                        | 2               |
| South Korea (Gaon)                      | 1               |
| South Korea (K-pop Hot 100)             | 1               |
| South Korean Albums (Gaon)              | 2               |
| Велика Британія (UK Download Chart)     | 72              |
| US World Digital Song Sales (Billboard) | 1               |
| Vietnam (Vietnam Hot 100)               | 85              |

| Чарт (2018)                | Найвища позиція |
| -------------------------- | --------------- |
| South Korea (Gaon)         | 3               |
| South Korean Albums (Gaon) | 16              |

| Чарт (2018)                | Позиція |
| -------------------------- | ------- |
| South Korea (Gaon)         | 86      |
| South Korean Albums (Gaon) | 100     |

| Чарт (2019)                        | Позиція |
| ---------------------------------- | ------- |
| South Korea (Gaon)                 | 35      |
| US World Digital Songs (Billboard) | 11      |

## Сертифікації
| Регіон                                                                                                  | Сертифікація | Продажі     |
| --- | ------------ | ----------- |
| Південна Корея (KMCA)                                                                                   | Платиновий   | 2 500 000*  |
| Південна Корея Physical album                                                                           | —            | 217,299     |
| США | —            | 10,000      |
| Streaming                                                                                               |              |             |
| Південна Корея (KMCA)                                                                                   | Платиновий   | 100 000 000 |
| *продажі, що базуються лише на сертифікаціях · лише прослуховування, що базуються лише на сертифікаціях |              |             |